# Fort Worth Flyers 2005-2006
La stagione 2005-06 dei Fort Worth Flyers fu la 1ª nella NBA D-League per la franchigia.
I Fort Worth Flyers arrivarono primi nella NBA D-League con un record di 28-20. Nei play-off vinsero la semifinale con i Roanoke Dazzle (1-0), perdendo poi la finale con gli Albuquerque Thunderbirds (1-0).

## Roster
| N° | Naz.                     | Ruolo | Sportivo          | Anno | Alt. | Peso |
| -- | ------------------------ | ----- | ----------------- | ---- | ---- | ---- |
|    | Guyana (bandiera)        | GA    | Rawle Marshall    | 1982 | 206  | 86   |
|    | Stati Uniti (bandiera)   | GA    | Martell Webster   | 1986 | 206  | 95   |
|    | Russia (bandiera)        | A     | Sergej Monja      | 1983 | 203  | 100  |
|    | Stati Uniti (bandiera)   | A     | Josh Powell       | 1983 | 206  | 102  |
|    | Stati Uniti (bandiera)   | C     | Nick Billings     | 1982 | 213  | 116  |
|    | Corea del Sud (bandiera) | C     | Ha Seung-jin      | 1985 | 221  | 138  |
|    | Stati Uniti (bandiera)   | G     | Turner Battle     | 1983 | 191  | 86   |
| 0  | Stati Uniti (bandiera)   | G     | Keith Langford    | 1983 | 193  | 98   |
| 4  | Stati Uniti (bandiera)   | G     | MaJic Dorsey      | 1981 | 185  | 84   |
| 5  | Stati Uniti (bandiera)   | A     | Dainmon Gonner    | 1980 | 198  | 104  |
| 7  | Stati Uniti (bandiera)   | A     | Ime Udoka         | 1977 | 198  | 98   |
| 8  | Nigeria (bandiera)       | C     | Deji Akindele     | 1983 | 216  | 111  |
| 9  | Stati Uniti (bandiera)   | A     | Anthony Terrell   | 1981 | 198  | 104  |
| 11 | Porto Rico (bandiera)    | G     | Alejandro Carmona | 1983 | 193  | 100  |
| 12 | Stati Uniti (bandiera)   | A     | Jamario Moon      | 1980 | 203  | 93   |
| 12 | Australia (bandiera)     | C     | Luke Schenscher   | 1982 | 216  | 116  |
| 13 | Stati Uniti (bandiera)   | G     | Aaron Miles       | 1983 | 185  | 79   |
| 13 | Stati Uniti (bandiera)   | A     | Brandon Robinson  | 1981 | 203  | 98   |
| 18 | Stati Uniti (bandiera)   | C     | Nick Sheppard     | 1976 | 211  | 122  |
| 20 | Stati Uniti (bandiera)   | G     | Vonteego Cummings | 1976 | 191  | 84   |
| 23 | Stati Uniti (bandiera)   | G     | Von Wafer         | 1985 | 196  | 95   |
| 24 | Nigeria (bandiera)       | G     | Kelenna Azubuike  | 1983 | 196  | 100  |
| 32 | Stati Uniti (bandiera)   | G     | Anthony Wilkins   | 1980 | 201  | 100  |
| 34 | Russia (bandiera)        | C     | Pavel Podkol'zin  | 1984 | 226  | 118  |
| 88 | Nigeria (bandiera)       | A     | Ndudi Ebi         | 1984 | 206  | 91   |

## Staff tecnico
- Allenatore: Sam Vincent